# Chihiro Ōsaka
Chihiro Ōsaka (jap. 大坂 千尋, Ōsaka Chihiro; * 17. November 1977) ist eine japanische Badmintonspielerin.

## Karriere
Chihiro Ōsaka studierte an der Internationalen Universität Tsukuba und nahm bereits 1998 an den Japan Open teil, schied dort im Damendoppel jedoch in Runde zwei aus. 2002 siegte sie beim Volant d’Or de Toulouse in der gleichen Disziplin. 2003 war sie bei den Polish International erfolgreich.

## Sportliche Erfolge
| Saison | Veranstaltung           | Disziplin   | Platz | Name                            |
| ------ | ----------------------- | ----------- | ----- | ------------------------------- |
| 2001   | Welsh International     | Damendoppel | 3     | Akiko Nakashima / Chihiro Ōsaka |
| 2002   | Volant d’Or de Toulouse | Damendoppel | 1     | Akiko Nakashima / Chihiro Ōsaka |
| 2002   | Scottish Open           | Damendoppel | 3     | Akiko Nakashima / Chihiro Ōsaka |
| 2003   | Polish International    | Damendoppel | 1     | Chihiro Ōsaka / Akiko Nakashima |